# 染谷勲
染谷 勲（そめや いさお、1915年〈大正4年〉3月23日 - 2007年〈平成19年〉12月31日）は、日本の電気工学者であり、無線通信分野の先駆者。

## 生涯
東京帝国大学工学部電気工学科卒業後、逓信省電気通信研究所で無線通信の開発実用化研究に従事した。
戦後、電電公社が新超多重回線を建設する際マイクロ波多重通信方式の実用化研究の責任者を務める、国際無線通信諮問委員会（現・国際電気通信連合無線通信部門）のカラーテレビジョン伝送に関する規格設定に参加するなど、無線通信技術実用化の牽引役となった。その後日本電気に移り通信技術の発展に尽力した。
情報理論分野で重要とされている標本化定理を、クロード・シャノンとは独立に証明した。

## 来歴
- 1915年3月 - 埼玉県に生まれる
- 1938年3月 - 東京帝国大学工学部電気工学科卒業
- 1938年4月 - 逓信省に奉職、電気試験所第二部にて有線伝送研究に従事
- 1941年12月 - 1945年8月 電波兵器研究に従事
- 1945年9月 - 同所通信部に勤務、無線機器研究に従事
- 1949年8月 - 電気通信研究所に改組（逓信省廃止に伴う）、方式実用化部無線方式課に勤務
- 1950年6月 - 「波形伝送回路論」で東京大学より工学博士の学位を受ける[2]
- 1959年5月 - 電気通信研究所次長に就任
- 1966年2月 - 日本電気に入社
- 1972年5月 - 同社常務取締役に就任
- 1976年1月 - 日本電気エンジニアリング株式会社代表取締役社長に就任
- 1978年 - 電子通信学会編集長[3]
- 1979年6月 - 同社会長に就任
- 1985年6月 - 同社退任
- 2007年12月 - 急性呼吸不全のため死去[4]（92歳没）

## 受賞歴
- 1961年 科学技術長官賞
- 1961年 郵政大臣賞
- 1967年 紫綬褒章

200MHz帯多重電話方式をはじめテレビジョンおよび超多重電話のマイクロ波中継方式の開発実用化の貢献による—映像情報メディア学会誌より引用

## 著書
- 『波形伝送』（修教社[6]、1949年）
- 『超短波移動無線』（コロナ社、1956年）
- 『マイクロ波』（コロナ社、1960年）
- 『FM通信とFM放送 上巻』[7]（近代科学社、1965年）
- 『FM通信とFM放送 下巻』[8]（近代科学社、1965年）

## エピソード
- 『波形伝送』の発行に至るまで[9]

電気試験所で彼に与えられた研究テーマは「同軸ケーブルによるテレビ信号の東京ー大阪間中継伝送」であった。これは1940年に開催予定だった東京オリンピックを目指したものであった。研究の日々は、帯域制限された波形がどのような特性を持つのかという疑問を生んだ。
戦後、自給自足のための畑を世話しながら、機材のない所内で紙と鉛筆だけでできる仕事として波形伝送理論の研究を続けた。この際も帯域制限された波形が持つ特性への疑問は彼の頭から離れず、これを以て所謂標本化定理が導かれた。しかし、戦後の混乱は国内の論文を読むことすら許さず、学会誌も発行できないといった状況であった。これを打開し、研究の公表機会を設けるべくして「高周波科学論叢」（修教社によるシリーズ）の出版が立ち上がり、この9番目に出版されたのが、標本化定理の導出・応用を含む著書「波形伝送」であった。

## 所属機関
- 映像情報メディア学会（丹羽高柳賞功績賞受賞、名誉会員資格取得）
- 科学技術庁電子技術審議会委員
- 日本学術会議（第5部会員）
- 日本特許協会（副会長）
- 郵政省電波技術審議会委員